# Tetsuyasu Mitani
Tetsuyasu Mitani (jap. 三谷哲康; ur. 1926 w prefekturze Shimane, zm. 9 sierpnia 2004) – japoński astronom.
Od 1944 roku pracował w obserwatorium Uniwersytetu w Kioto. W 1953 roku odkrył asteroidę (1619) Ueta. W 1954 roku był autorem pierwszej obserwacji komety 45P/Honda-Mrkos-Pajdušáková podczas pierwszego peryhelium po jej odkryciu w 1948 roku. Od 1957 do 1960 roku zajmował się obserwacjami okultacyjnymi na potrzeby pomiarów geodezyjnych dla US Army.
Jego imieniem nazwano asteroidę (3289) Mitani.  